# Astragalus rubrocalycinus
Astragalus rubrocalycinus là một loài thực vật có hoa trong họ Đậu. Loài này được Maassoumi & Podlech miêu tả khoa học đầu tiên.